# Venezia, carnevale, un amore
Venezia, carnevale, un amore è un film per la televisione del 1981 diretto da Mario Lanfranchi.

## Trama
Due insegnanti di Storia dell'Arte si incontrano e si innamorano a Venezia, durante il Carnevale. La magica atmosfera li porterà in un mondo fiabesco in cui egli è Casanova ed ella una bella odalisca.

## Produzione
Forse perché amo il balletto, o forse, perché amo tutto ciò che è bello veramente, fatto sta, che durante le riprese di quel bellissimo lavoro Venezia, carnevale, un amore è stato come vivere in un sogno. Difficile pensare alle proprie mansioni. Ogni giorno ed in esclusiva Carla Fracci e Rudolf Nureyev, danzavano per noi; una piccola troupe li riprendeva mentre loro danzavano all’interno e all’esterno dei palazzi veneziani. Mai Venezia è stata più bella per me! Si propose di girare una scena di ballo dentro Ca’ Rezzonico, uno dei magnifici palazzi che si affacciano sul Canal Grande, ma i pavimenti del primo piano di Ca’ Rezzonico sono in pietra, uno splendido mattonato veneziano, mentre un ballerino ha bisogno di un pavimento di legno, come quello del palcoscenico, elastico, flessibile e ruvido, assolutamente non sdrucciolevole.  Una sfida impossibile, un danzatore può anche farsi male, ricadendo da un grand jetè, o da un tour en l’air, o un entrechat, procurarsi uno strappo ad una caviglia o una slogatura. Nureyev non si tirava indietro davanti a nulla; la sua vita era una sfida continua, era insito nel suo carattere. Il set è pronto, Nureyev fa il suo ingresso nel salone per iniziare a provare il ballo e si arresta. Il pavimento è tirato a lucido e incerato: “Non si può ballare su un pavimento con la cera!” grida Nureyev ai responsabili della regia e della produzione. La troupe è atterrita e silenziosa, Nureyev è un divo, tutti conoscono per sentito dire le sue terribili sfuriate. Lui freme come una tigre e non parla, si aggira per il salone guatandolo, osservandolo, soppesandolo. Una belva nel suo territorio. Prima si lascia scivolare con i piedi, poi con tutto il corpo, saggia il pavimento, si rialza, comincia a misurare con grandi passi un cerchio immaginario, che solo lui vede; infine chiede un secchio con acqua bollente, sapone e strofinacci. Tutti gli inservienti si offrono di lavarlo. Lui rifiuta e chiede a tutti di farsi da parte: prende lo straccio, lo immerge nell’acqua e comincia a strofinare il perimetro del cerchio immaginario che ha tracciato nella sua mente. Lava e strofina quell’immaginario cerchio perfetto, con estrema cura. Solo quando è di nuovo asciutto e pulito lo saggia di nuovo e, circa ogni due metri, comincia a sputare lungo quella circonferenza che sa solo lui. Ora va a strofinare i piedi, lì dove ha segnato con gli sputi, i suoi punti di riferimento. Chiede il play back della musica ed inizia una serie di “tour en l’air” lungo il percorso circolare, volando come un angelo ed atterrando, ogni volta solo nei punti che ha segnato con gli sputi. Infine si ferma, soddisfatto. Ora possono cominciare le riprese di questa parte del ballo. Tutti al trucco e sartoria per vestirlo, truccarlo ed imparruccarlo, ma la mia parrucca non è pronta: distratto ed affascinato da quanto descritto, avevo dimenticato di andare a prepararla! 

## Colonna sonora
La canzone Poi Venezia si sveglia è cantata da Charles Aznavour.